# Ksar Ouled Debbab
Der Ksar Ouled Debbab ist ein Dorf mit etwa 500 Einwohnern in der Delegation Tataouine Sud im Gouvernement Tataouine im Süden Tunesiens. Im alten Ortskern steht eine der eindrucksvollsten Speicherburgen (ksour) des Landes.

## Lage
Der kleine Ort liegt in einer Höhe von etwa 400 m im halbwüstenartigen Gelände der östlichen Ausläufer des Dahar-Gebirges etwa 11 km (Fahrtstrecke) südwestlich von Tataouine an der Nationalstraße RN19. Im Ort zweigt eine schmale Pistenstraße zum ca. 12 km entfernten Bergdorf Douiret ab.

## Wirtschaft
Der Ort oder besser der Ksar war ehemals eine wichtige Station des Karawanenhandels am Nordrand der Sahara. Heute spielt der Tourismus eine wichtige Rolle im Wirtschaftsleben des Ortes.

## Geschichte
Zur Geschichte des Ortes liegen – wie in den von Berbern bewohnten Regionen des gesamten Maghreb – keinerlei schriftliche Zeugnisse vor. Das traditionelle, harte und entbehrungsreiche Leben der Einwohner dauerte noch bis weit in die erste Hälfte des 20. Jahrhunderts an. Danach sind viele Familien in die Städte abgewandert.

## Ksar
Einzige Sehenswürdigkeit des Ortes ist der aus Bruchsteinen und Lehm errichtete Ksar, der aus einer geschlossenen Hofanlage mit zweigeschossig übereinander angeordneten und gewölbten Speicherkammern (ghorfas) besteht. Die Trittsteine vor den ehemals hölzernen Eingangstüren der insgesamt etwa 400 Kammern waren über in die Mauern eingelassene Trittsteine, versetzbare Palmstämme mit eingekerbten Trittstufen, Leitern oder über gemauerte Treppen erreichbar; über den Türen befinden sich waagerechte Holzstämme, die zum Hochziehen von Säcken etc. mit Hilfe von Seilen gedient haben. Die Kammern selbst dienten als Lagerräume für Vorräte (Getreide, Öl, getrocknete Bohnen, Linsen, Datteln etc.) und Habseligkeiten anderer Art (Haushalts- und Arbeitsgeräte, Waffen) für die halbnomadisch (Transhumanz) lebenden Familien des Ortes. Auch Handelskarawanen kamen auf den meist in Süd-Nord-Richtung verlaufenden Handelswegen hier vorbei und nutzten den Ksar als leicht zu bewachenden und somit sicheren Rast- und Lagerplatz.